# Dock

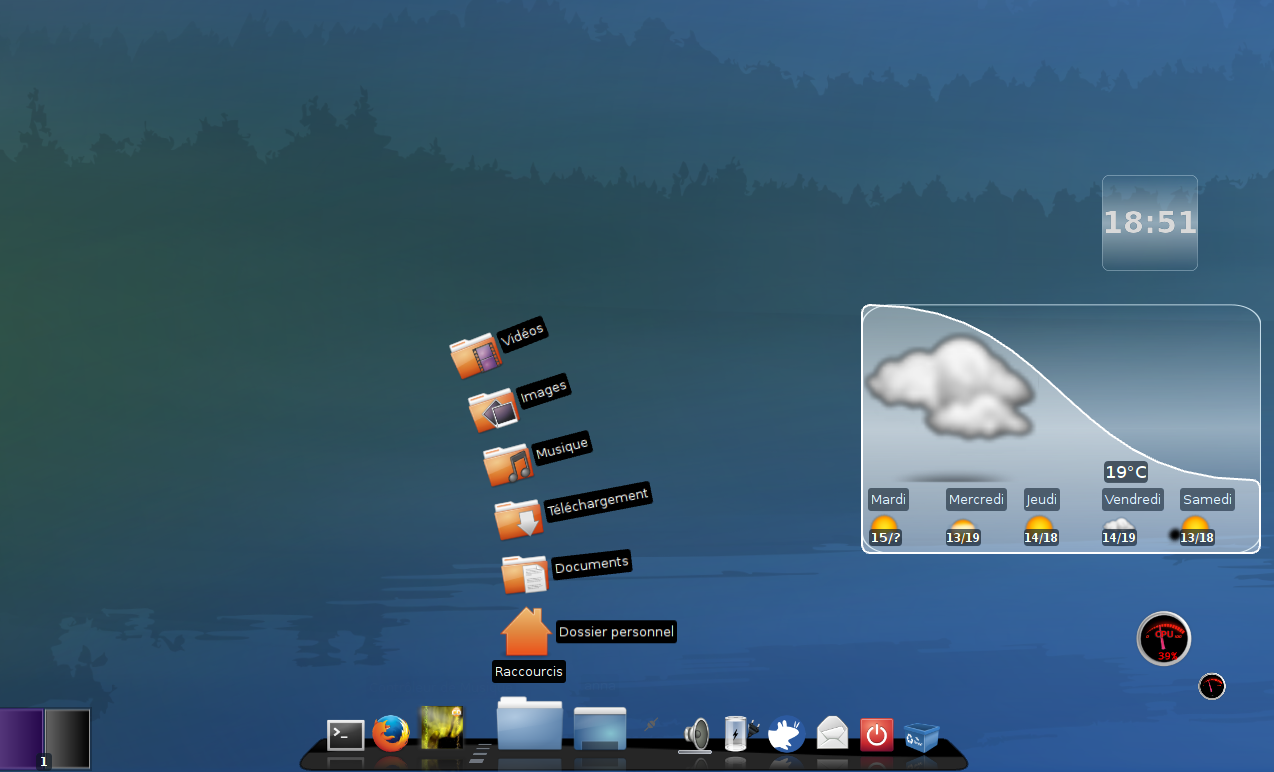
Dock Cairo-Dock

Dock (wym. [ˈdɔk]) – element interfejsu graficznego systemu operacyjnego OS X, pod względem funkcjonalności podobny do paska zadań systemu Windows.
Dock ma postać paska z ikonami, reprezentującymi aplikacje, aktywne (działające) aplikacje, ikony katalogów lub zminimalizowane okna aplikacji. Może znajdować się u dołu (poziomo), albo po prawej lub lewej stronie ekranu (pionowo). Jest on przedzielony na dwie części linią służącą do zmiany rozmiaru Docka (lewym przyciskiem myszy) lub jego ustawień (prawym). Po lewej stronie (lub na górze, jeśli Dock jest pionowy) linii użytkownik może umieszczać ikony najczęściej używanych programów – kliknięcie na nie spowoduje ich uruchomienie, działanie programu jest sygnalizowane przez białą kropkę (do Mac OS X 10.4 czarny trójkąt, od Mac OS X 10.5 do OS X 10.8 białą kropkę, w OS X 10.9 biały pasek, w OS X 10.10 i 10.11 czarną kropkę) ustawiony równolegle do orientacji Docka, pomiędzy najbliższą krawędzią ekranu a ikoną aplikacji. Ikona programu uruchomionego w inny sposób także pojawia się na Docku na czas jego pracy. Po prawej (lub dolnej) stronie linii jest kosz, można umieszczać ikony katalogów, tam też znajdują się pomniejszone do rozmiaru ikony obrazy zminimalizowanych okien. Rozmiar Docka można zmieniać w bardzo szerokim zakresie, gdy jest bardzo mały, ikony są płynnie powiększane po najechaniu na nie kursorem. Podobny do Docka element znajduje się w systemie Ubuntu i nazywa się Panel Uruchamiania.
Dock od systemu Mac OS X 10.5 miał nieco inny niż we wcześniejszych, trójwymiarowy wygląd. Dock został opatentowany przez Apple Inc. we wrześniu 2008. Wraz z porzuceniem skeumorficznego interfejsu w wersji 10.10, ponownie stał się płaski.